# Grigori Orlov
Pour les articles homonymes, voir Orlov.
 (décembre 2012).
Si vous disposez d'ouvrages ou d'articles de référence ou si vous connaissez des sites web de qualité traitant du thème abordé ici, merci de compléter l'article en donnant les références utiles à sa vérifiabilité et en les liant à la section « Notes et références ».
Le comte (puis prince) Grigori Grigorievitch Orlov (écrit autrefois Orloff) (en russe : Григорий Григорьевич Орлов ; 17 octobre 1734 - 24 avril 1783) était un aristocrate russe, nommé général-en-chef de l'armée impériale russe par Catherine II, dont il est le favori, et qui fut élevé à la dignité de prince du Saint-Empire en 1772 par Joseph II d'Autriche. 

## Biographie
Il était le fils de Grigori Orlov, gouverneur de Novgorod et devint le favori de la tsarine Catherine la Grande, qui porta leur enfant illégitime. Celle-ci dissimula sa grossesse, et en 1762, elle donna naissance à un fils à l'insu de son époux, le tsar Pierre III.
Cet enfant illégitime fut confié à un valet, et nommé d'après le village de Bobriki – aujourd'hui Donskoï – où il vécut ; lui, Alexeï Grigorievitch Bobrinski (1762-1813) et ses descendants formèrent la lignée des comtes Bobrinsky.
Nathalie, une autre de leurs enfants illégitimes, née en 1758, adoptée par la famille Alexeïev, épousera en juillet 1808 le Feld maréchal Frédéric-Guillaume de Buxhoeveden.
Le 28 juin 1762, Grigori et son frère Alexis (qui fut commandant des forces navales russes) menèrent la conspiration qui écarta Pierre III du trône, et permit d'établir le règne de l'impératrice Catherine après l'abdication du tsar.
Catherine, profondément amoureuse de lui, lui donna d'importants postes militaires, bien qu’il n'eût jamais de voix décisive dans les affaires d’État. Elle lui offrit également un célèbre service d'orfèvrerie, fabriqué par les plus grands orfèvres parisiens.

Elle fit construire le palais de Marbre de Saint-Pétersbourg dans l'intention de l'offrir à Orlov, mais celui-ci mourut avant son achèvement.
Catherine eut d'autres amants, dont Grigori Potemkine.